# Централни комитет Комунистичке партије Вијетнама
Централни комитет Комунистичке партије Вијетнама (виј. Ban Chấp hành Trung ương Đảng Cộng sản Việt Nam), мање формално Централни комитет партије, је највиши орган између два национална конгреса и орган власти Комунистичке партије Вијетнама, једине владајуће партије у Социјалистичкој Републици Вијетнам.

## Историјат
Централни комитет је основан 3. фебруара 1930. када су се спојиле Комунистичка партија Индокине и Комунистичка партија Анама. Између пленарних седница Централног комитета, главна тела партије која доносе одлуке су Политбиро и Секретаријат. Централни комитет од његовог оснивања 1930. године води генерални  Генерални секретар.